# Imieniny – listopad

## Imieniny w listopadzie obchodzą

### 1 listopada
Wszyscy, w tym: Konradyn, Seweryn, Andrzej, Warcisław, Wiktoryna, Konradyna, Nikola, Cyrenia, Julian

### 2 listopada
Wiktoryn, Eudoksjusz, Ambroży, Stomir, Małgorzata, Tobiasz, Bogdana, Teodot, Wojsław, Wojsława, Agapiusz

### 3 listopada
Sylwia, Huberta, Chwalisław, German, Hubert, Marcin, Bogumił, Cezary

### 4 listopada
Karolina, Dżesika, Emeryk, Karol Boromeusz, Olgierd, Modesta, Witalis, Mojżesz, Emeryka, Mściwoj, Mszczujwoj, Perpetua, Joannicjusz

### 5 listopada
Florian, Trofima, Marek, Sławomir, Blandyna, Blandyn, Dalemir, Gwidon

### 6 listopada
Feliks, Leonard, Trzebowit, Daniela, Teobald, Gabriela

### 7 listopada
Achilles, Ernest, Karyna, Amaranta, Melchior, Przemił, Antoni, Florentyn, Engelbert, Gizbert, Żelibrat, Ingarda, Florencjusz, Florenty

### 8 listopada
Sędziwoj, Sewerian, Adrian, Sewer, Wiktoryn, Godfryd, Wiktoria, Seweryn, Marcin, Klaudiusz, Wiktor, Hadrian

### 9 listopada
Genowefa, Teodor, Bogodar, Teodora, Ursyn, Nestor

### 10 listopada
Probus, Nimfa, Stefan, Andrzej, Leon, Leona, Ludomir, Uniebog

### 11 listopada
Jozafat, Teodor, Marcin, Spycisław, Bartłomiej, Maciej, Anastazja, Prot

### 12 listopada
Jozafat, Marcin, Witold, Jonasz, Renata, Cibor, Czcibor, Renat, Arsacjusz

### 13 listopada
Brykcjusz, Walentyn, Eugeniusz, Stanisław, German, Liwia, Augustyna, Mikołaj, Jan, Arkadiusz, Dalmacjusz

### 14 listopada
Elżbieta, Wszerad, Józef, Antyd, Serapion, Klementyn, Judyta, Hipacy, Laurenty, Kosma, Lewin, Damian, Agryppa, Teodot, Maria, Paweł, Montan

### 15 listopada
Alfons, Idalia, Leopold, Leopoldyna, Roger, Albert, Przybygniew, Artur, Gurias

### 16 listopada
Ariel, Otmar, Aureliusz, Audomar, Niedamir, Dionizy, Gertruda, Edmund, Patrokles, Agnieszka

### 17 listopada
Jozafat, Hugo, Karolina, Palmira, Zbysław, Floryn, Zacheusz, Grzegorz, Sulibor, Dionizy

### 18 listopada
Leonard, Aniela, Otto, Otton, Galezy, Odo, Tomasz, Cieszymysł, Filipina, Karolina, Roman, Gabriela, Józefa, Agnieszka

### 19 listopada
Elżbieta, Paweł, Seweryn, Mironiega, Salomea, Kryspin, Małowid, Barbara

### 20 listopada
Feliks, Maksencja, Ampeliusz, Hieronim, Sędzimir, Edmund, Anatol, Oktawia, Oktawiusz, Sylwester, Sylwestra, Fortunata, Agapiusz

### 21 listopada
Janusz, Twardosław, Maria, Elwira, Albert, Rufus, Regina, Konrad, Wiesław, Heliodor

### 22 listopada
Cecylia, Marek, Maur, Wszemiła

### 23 listopada
Klemens, Adela, Przedwoj, Erast, Orestes, Felicyta, Fotyna

### 24 listopada
Dobrosław, Pęcisław, Gerard, Emilia, Flora, Franciszek, Protazy, Jan, Biruta, Jaśmina, Felicjana, Felicjanna, Agnieszka, Joachim, Twardomir

### 25 listopada
Erazm, Katarzyna, Tęgomir, Piotr

### 26 listopada
Leonard, Sylwester, Dobiemiest, Delfin, Lechosława, Lechosław, Jan, Konrad, Sylwestra, Piotr

### 27 listopada
Wirgiliusz, Jozafat, Zygfryd, Stojgniew, Gustaw, Dominik, Damazy, Zygfryda, Oda, Walery, Maksymilian, Sekundyn, Achacjusz, Achacy, Bernardyn

### 28 listopada
Grzegorz, Lesław, Zdzisław, Gościrad, Lesława, Jakub, Rufin, Ginter, Guncerz, Gunter, Kwieta, Berta

### 29 listopada
Klementyna, Walter, Błażej, Bolemysł, Przemysł, Fryderyk, Saturnin, Paramon

### 30 listopada
Zbysława, Andrzej, Justyna, Konstancjusz, Maura, Tadea, Kutbert